# Великий Кучурів (станція)
Вели́кий Кучу́рів — проміжна залізнична станція Івано-Франківської дирекції Львівської залізниці на неелектрифікованій лінії Чернівці-Північна — Багринівка між станціями Чернівці-Південна (14 км) та Глибока-Буковинська (14,5 км). Розташована в однойменному селі Чернівецького району Чернівецької області.

## Пасажирське сполучення
На станції Великий Кучурів зупиняються приміські поїзди сполученням Чернівці — Вадул-Сірет.